# Blandford (Massachusetts)
Blandford é uma vila localizada no condado de Hampden no estado estadounidense de Massachusetts. No Censo de 2010 tinha uma população de 1.233 habitantes e uma densidade populacional de 8,91 pessoas por km².

## Geografia
Blandford encontra-se localizado nas coordenadas 42° 11′ 31″ N, 72° 57′ 26″ O. Segundo o Departamento do Censo dos Estados Unidos, Blandford tem uma superfície total de 138.39 km², da qual 133.58 km² correspondem a terra firme e (3.48%) 4.81 km² é água.

## Demografia
Segundo o censo de 2010, tinha 1.233 pessoas residindo em Blandford. A densidade populacional era de 8,91 hab./km². Dos 1.233 habitantes, Blandford estava composto pelo 98.38% brancos, o 0.32% eram afroamericanos, o 0.16% eram amerindios, o 0.32% eram asiáticos, o 0% eram insulares do Pacífico, o 0.16% eram de outras raças e o 0.65% pertenciam a duas ou mais raças. Do total da população o 1.38% eram hispanos ou latinos de qualquer raça.